# Marigot (Dominica)
Marigot is een dorp in Dominica. Het is het belangrijkste dorp van de parochie van Saint Andrew en de op drie na grootste parochie van het land na Roseau, Portsmouth en Canefield.